# Pont de la Rivière de l'Est
Ne doit pas être confondu avec Pont suspendu de la Rivière de l'Est.
Le pont de la Rivière de l'Est est un pont routier français franchissant la rivière de l'Est entre Saint-Benoît et Sainte-Rose, à La Réunion. Achevé en 1979, ce pont en poutre-caisson long de 209 mètres porte la route nationale 2 en remplacement du pont suspendu de la Rivière de l'Est.